# Kathleen Ash-Milby
Kathleen Ash-Milby (Albuquerque) es una historiadora y curadora de arte nativo estadounidense, de origen navajo. Durante dos décadas trabajó en el Centro George Gustav Heye del Museo Nacional de los Indios Americanos en Nueva York.
En 2024, Ash-Milby comisarió la exposición del pabellón de Estados Unidos en la 60.ª Bienal de Venecia, con el artista Jeffrey Gibson, convirtiéndose en la primera persona indígena en curar una exposición para el pabellón estadounidense.

## Trayectoria
Nacida en Albuquerque, Nuevo México, Kathleen Ash-Milby es miembro inscrito de la Nación Navajo. Tras iniciar sus estudios en la Universidad Luterana del Pacífico, donde se dedicó al estudio del arte, Ash-Milby se trasladó a la Universidad de Washington para profundizar en la historia del arte, disciplina en la que se graduó en 1991. Una pasantía, realizada en el Museo Metropolitano de Arte de Nueva York durante su formación universitaria, consolidó su vocación por el ámbito museístico. Posteriormente, obtuvo una maestría en historia del arte nativo americano en la Universidad de Nuevo México.
Ash-Milby inició su trayectoria profesional en el ámbito museístico como asistente de investigación curatorial en el Centro George Gustav Heye de Nueva York, una sede del Museo Nacional de los Indios Americanos (NMAI) perteneciente al Instituto Smithsoniano.
A partir de 2001, se incorporó a la Galería American Indian Community House (AICH), una institución neoyorquina sin ánimo de lucro dedicada a prestar servicios a la comunidad indígena urbana. En esta entidad, asumió el rol de curadora y codirectora junto al artista G. Peter Jemison. Entre sus logros destaca la organización de la exposición individual de Jeffrey Gibson en 2005, un hito en la trayectoria de la galería.
En 2005, regresó al Centro Heye del NMAI, primero como curadora asistente y luego como curadora asociada. Mientras estuvo en el NMAI, organizó una gran cantidad de exposiciones. Entre sus proyectos más sobresalientes se encuentran la muestra individual dedicada a Edgar Heap of Birds, concebida como exposición colateral de la 52.ª Bienal de Venecia, así como las exposiciones individuales de C. Maxx Stevens en 2012, y Kay WalkingStick en 2015. También produjo varias exposiciones temáticas para el museo, entre ellas, Off the Map: Landscape in the Native Imagination (2007); HIDE: Skin as Material and Metaphor (2010); y Transformer: Native Art in Light and Sound (2017). La última exposición para el NMAI, fue una retrospectiva sobre el artista Oscar Howe que se inauguró después de su partida.
Fue nombrada curadora de arte nativo americano del Portland Art Museum (PAM) en 2018, iniciando sus labores en 2019. Desde su nombramiento, lideró iniciativas para la restitución de numerosos objetos, artefactos y obras de arte de la colección del museo, creados por artistas indígenas, que habían sido sustraídos o adquiridos de manera ilícita por donantes anteriores. La repatriación de estos bienes fue una prioridad fundamental durante su gestión en el PAM.
Coincidiendo con la 60ª edición de la Bienal de Venecia en 2024, Ash-Milby asumió la curaduría conjunta y el encargo de la exposición individual del artista Jeffrey Gibson, titulada The Space in Which to Place Me, destinada al pabellón estadounidense. Esta muestra, una iniciativa conjunta del Portland Art Museum (PAM) y SITE Santa Fe, marcó un hito al convertirse en la primera exposición individual de un artista indígena en representar a los Estados Unidos en la Bienal, y Ash-Milby fue la primera persona indígena en curar una exposición para el pabellón estadounidense.

## Selección de publicaciones

### Libros
- Off the Map: Landscape in the Native Imagination (Fuera del mapa: el paisaje en la imaginación nativa) (2007). Por Kathleen Ash-Milby, Kate Morris y Paul Chaat Smith (eds.). Washington D. C.: Museo Nacional del Indio Americano. ISBN 9781933565088
- Most Serene Republics: Edgar Heap of Birds (Repúblicas más serenas: Edgar Heap of Birds) (2009). Por Kathleen Ash-Milby y Truman Lowe (eds.). Washington D. C.: Museo Nacional del Indio Americano.ISBN 9781933565125
- Hide: Skin as Material and Metaphor (Ocultar: La piel como material y metáfora) (2010). Por Kathleen Ash-Milby (ed.). Washington D. C.: Museo Nacional del Indio Americano.ISBN 9781933565156
- Kay WalkingStick: An American Artist (Kay WalkingStick: una artista estadounidense) (2015). Por Kathleen Ash-Milby y David W. Penney (eds.). Washington D. C.: Museo Nacional del Indio Americano.ISBN 9781588345103
- Dakota Modern: The Art of Oscar Howe (Dakota Modern: El arte de Oscar Howe) (2022). Por Kathleen Ash-Milby y Bill Anthes (eds.). Washington D. C.: Museo Nacional del Indio Americano.ISBN 9781933565330